# Placebo (band)
Placebo is een alternatieverock-band uit het Verenigd Koninkrijk, bestaande uit de Amerikaans-Schotse zanger-gitarist Brian Molko, de Zweedse bassist Stefan Olsdal en drummer Matt Lunn.

## Biografie

### Oprichting enPlacebo
Placebo werd in 1994 opgericht in Londen, maar heeft zijn wortels in het Groothertogdom Luxemburg, waar zanger/gitarist Brian Molko en gitarist/bassist Stefan Olsdal op een internationale kostschool zaten. De twee hadden dan nog niet zo veel met elkaar op. Op 17-jarige leeftijd vertrok Molko naar Londen om toneel te studeren aan de Goldsmiths Academy. In diezelfde periode komt hij op metrostation South Kensington Olsdal weer tegen.
Ze besluiten samen een band te beginnen onder de naam 'Ashtray Heart'. Ze speelden een tijdje met drummer Steve Hewitt, maar deze had al verplichtingen naar een lokale band, Breed.
Eind 1994 nam Robert Schulzberg uiteindelijk de drumpositie in, en wordt de band omgedoopt tot Placebo, vanwege de Latijnse betekenis 'ik zal behagen'. In 1995 kwam de eerste single, "Bruise Pristine", uit, onder het onafhankelijke label Fierce Panda Records. Als gevolg hiervan kreeg de band veel aanbiedingen van andere labels, en in februari 1996 kwam "Come Home" uit op het label Deceptive Records. 17 juli 1996, ten tijde van de Britpop hoogtijdagen kwam Placebo's eerste titelloze debuutalbum uit, Placebo en bereikte nummer vijf in de Britse albumcharts. Na talloze onenigheden tussen Schulzberg en de andere twee leden, besloten ze dat het beter voor de band zou zijn als Schulzberg zou vertrekken. Hij werd in september 1996 vervangen door Steve Hewitt.
In 1997 boekte de band het eerste grote succes met de single "Nancy Boy", die tot de vierde plaats kwam in de Engelse hitlijsten, en een hit werd in de alternatieve muziekscene van het Europese vasteland. De single trok ook de aandacht van David Bowie, die hun uitnodigde om in zijn voorprogramma's te spelen.
De groep werd langzaam bekender en ontving veel kritiek, wat mede komt door de androgyne houding van Molko. Ook over zijn seksuele geaardheid werd volop gespeculeerd.

### Without You I'm NothingenBlack Market Music
Het tweede album, Without You I'm Nothing, kwam in 1998 uit, en werd voorafgegaan door de singles "Pure Morning" (op nummer 4 in Engeland) en "You Don’t Care About Us" (op nummer 5 in Engeland). Het album kreeg goede kritieken, voornamelijk door de persoonlijke, cynische teksten van Brian. Ondanks het grote succes van "Pure morning" achtte frontman Molko zelf de teksten van het lied als onbevredigend en weigerde het nummer negen jaar lang live te spelen. De band speelde dat jaar ook een bescheiden rolletje in de glamrockfilm Velvet Goldmine. In 2000 kwam Placebo's derde album, Black Market Music uit, welke ook goed werd ontvangen en de singles "Special K", "Black-Eyed" en "Slave to the Wage" werden bescheiden hitjes.

### Sleeping With GhostsenMeds
In 2003 verscheen Sleeping With Ghosts. Op dit album lijkt Placebo het wat rustiger aan te doen en vormen de nummers een samenhangend geheel. Desondanks bleef de muziek typisch voor Placebo. Van dit album kwamen de singles "This Picture", "Special Needs", "The Bitter End" en een remix van "English Summer Rain". Ook verscheen het album in een 'limited edition'-uitgave met een bonus-cd waarop covers die Placebo in de loop der jaren heeft opgenomen zijn verzameld. Placebo speelt hierop onder meer nummers van The Smiths, Pixies en Sinéad O'Connor. In 2004 kwam er ook er een verzamel-cd en -dvd uit getiteld Once More With Feeling met daarop de singles vanaf 1996 en twee nieuwe nummers: "I Do" en "Twenty Years".
Hun vijfde album Meds verscheen in maart 2006 en werd over het algemeen goed onthaald. De band zelf beschouwde dit album destijds als hun beste en claimde daarnaast ook dat ze met dit album naar hun roots terugkeren, namelijk stevige rock, zoals hun eerste twee albums, al staan er ook weer enkele rustige nummers op zoals "Pierrot the Clown" en "Follow the Cops Back Home". Onder fans zorgde dit album voor enige opschudding, omdat het motto van de plaat 'The Death of Nancy Boy' was, waarmee bedoeld wordt dat Placebo bij dit album hun losbandige, androgyne imago van zich probeert af te schudden, terwijl Placebo eigenlijk vooral daarom bekendstond. Het zorgde deels ook voor hun groeiende populariteit in de jaren 90.

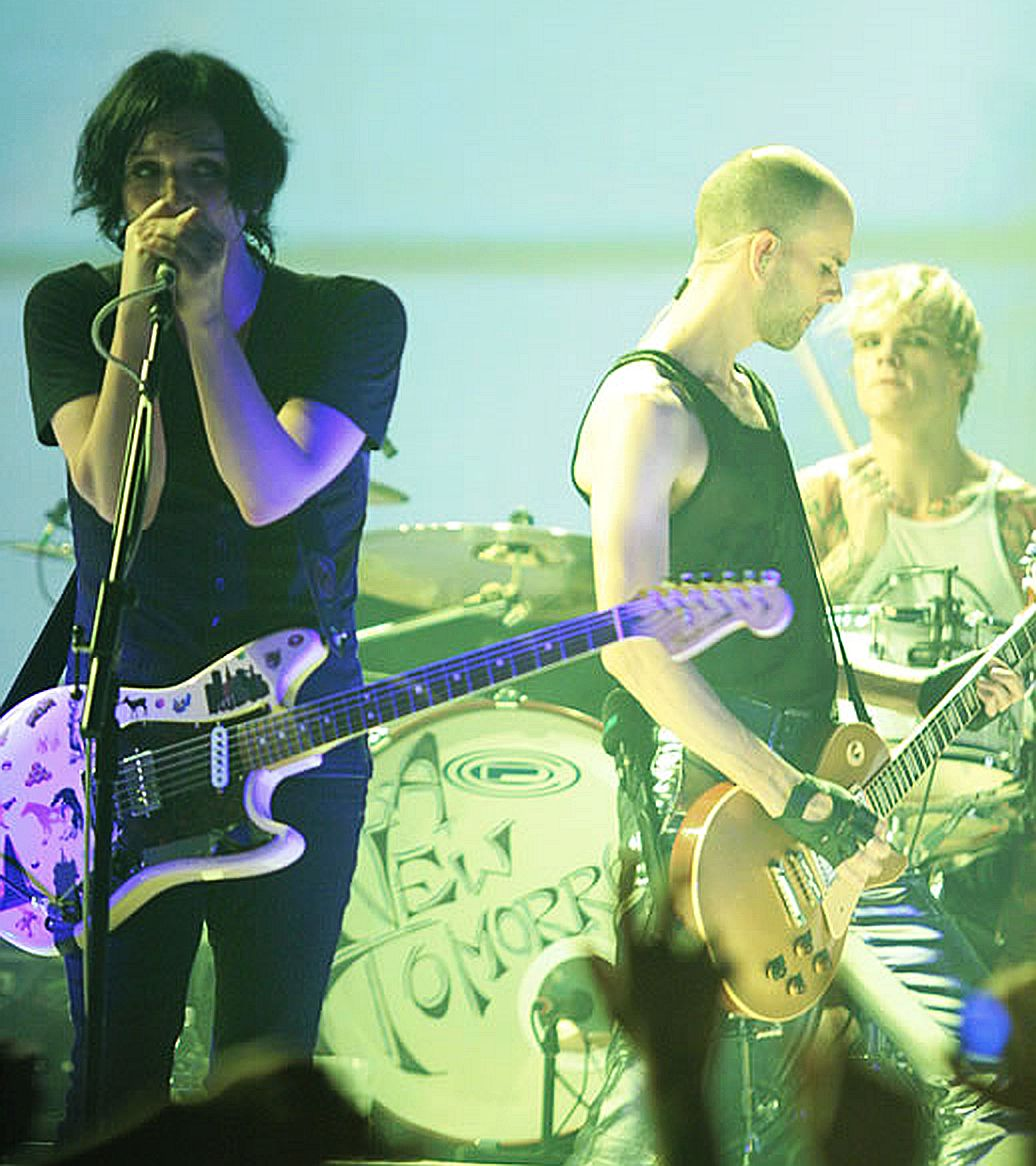
Placebo met drummer Steve Forrest in Bologna, Italië, 29 november, 2009

Er verschenen vier singles van het album. "Because I Want You" werd gelijktijdig uitgebracht met "Song to Say Goodbye", respectievelijk in Groot-Brittannië en in de rest van de wereld. De derde single werd "Infra-Red". "Meds" werd de laatste single, een nummer in samenwerking met Alison Mosshart van The Kills, tevens een goede vriendin van Brian Molko. Op 3 Juni 2006 trad Placebo op op Pinkpop 2006.

### Battle for the SunenLoud Like Love
In oktober 2007 verliet drummer Steve Hewitt de band na elf jaar, wegens spanningen in de groep en omdat hij en de band uit elkaar waren gegroeid. In augustus 2008 werd in de Amerikaan Steve Forrest een nieuwe drummer gevonden. Forrest kwam uit de Californische punkband Evaline die nog in het voorprogramma van Placebo heeft gespeeld.
Op 31 mei 2009 stond Placebo weer op het podium tijdens Pinkpop 2009 in Landgraaf en was de band tevens te zien zijn op Rock Werchter, Pukkelpop en het Sziget-festival.
Het zesde album van de band werd Battle for the Sun. Volgens Molko is dit het eerste album is dat in zijn geheel een verhaal vertelt. Een positief verhaal, over de keuze om het leven te omarmen. Het album kwam uit op 8 juni 2009. Er verschenen vier singles: "For What It's Worth", "The Never Ending Why", "Ashtray Heart" en "Bright Lights".
In 2013 kwam het zevende album van de band, Loud Like Love. Dit album werd voorafgegaan door de single "Too Many Friends".
In het voorjaar van 2015 verliet Steve Forrest de band en werd zijn plaats ingenomen door Matt Lunn. Lunn speelde direct mee in de tournee door Engeland en was te zien op Pinkpop 2015.

### MTV Unplugged
19 Augustus 2015 speelde Placebo een MTV Unplugged concert. Waarvan Molko zei dat het het belangrijkste moment was in de geschiedenis van de band.

### Thema's

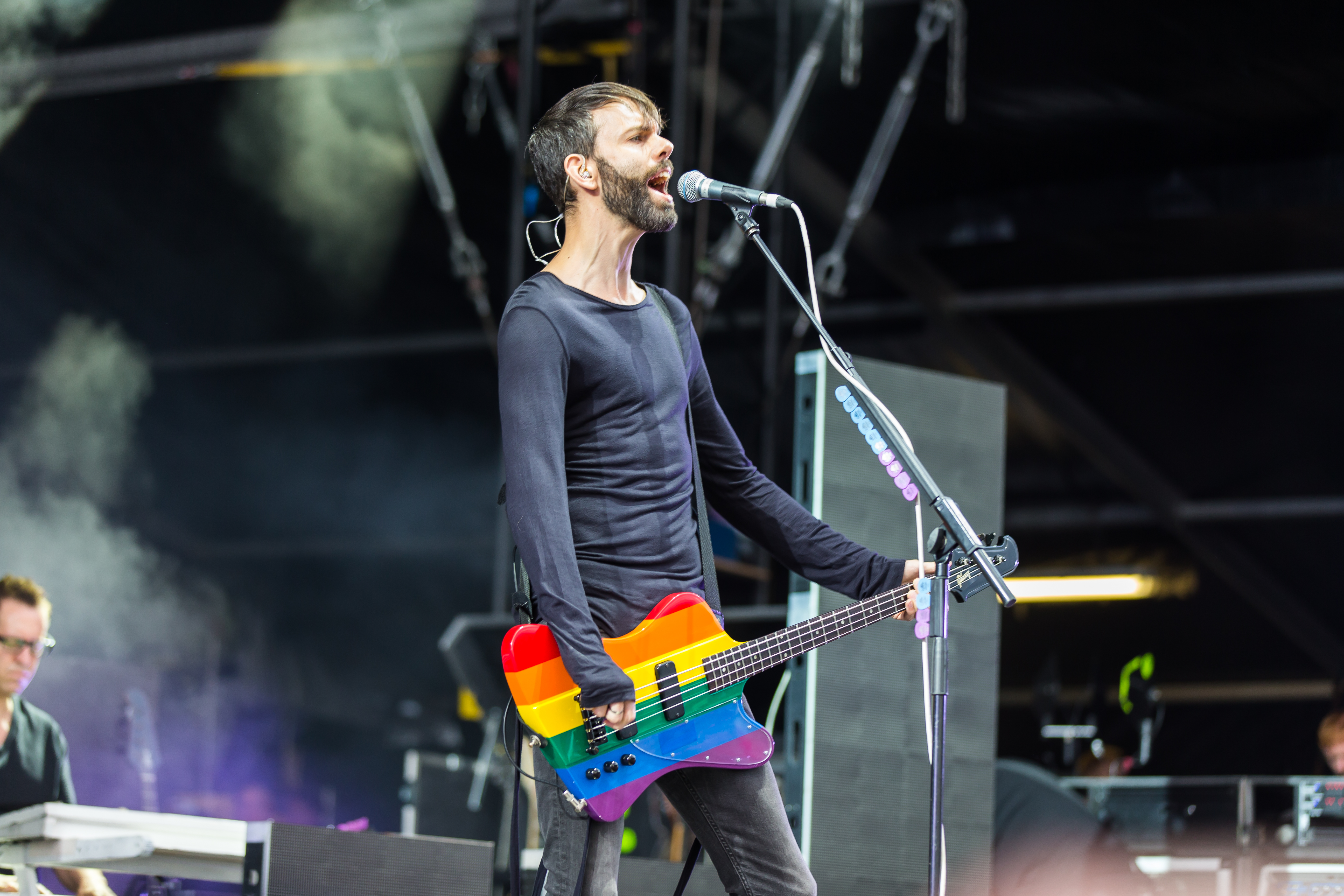
Stefan Olsdal op Rock'n'Heim festival in Hockenheim, august 2014. De regenboogkleuren op zijn gitaar staan symbool voor Lgbt

De band was in de jaren 90 een van de eerste voorstanders van de lgbt beweging. Frontman Brian Molko is biseksueel en Stefan Olsdal homoseksueel. Veelgebruikte thema's in de teksten zijn seksualiteit, drugs, en depressie. Het nummer "Special K" gaat over ketamine. In een interview uit 1997 met Brits muziektijdschrift Kerrang! deelde Brian Molko mede dat heroine waarschijnlijk de enige drug is die hij nog niet gebruikt heeft. Een paar jaar later gaf hij toe ook heroine te hebben gebruikt.

## Bezetting
- Brian Molko (zang, gitaar) 1994-heden
- Stefan Olsdal (bas, gitaar, toetsen) 1994-heden
- Matt Lunn (drums) 2015-heden
- Fiona Brice (viool, toetsen) 2005-heden (tijdens tours)

### Voormalige bandleden
- Robert Schultzberg (drums) 1995-1997
- Steve Hewitt (drums) 1997-2007
- Steve Forrest (drums) 2007-2015

## Discografie

### Albums
| Album met eventuele hitnotering(en) in de Nederlandse Album Top 100 | Datum van verschijnen | Datum van binnenkomst | Hoogste positie | Aantal weken | Opmerkingen   |
| ------------------------------------------------------------------- | --------------------- | --------------------- | --------------- | ------------ | ------------- |
| Placebo                                                             | 16-07-1996            | -                     | -               | -            |               |
| Without You I'm Nothing                                             | 09-10-1998            | 31-10-1998            | 65              | 3            |               |
| Black Market Music                                                  | 06-10-2000            | 21-10-2000            | 28              | 5            |               |
| Sleeping with Ghosts                                                | 21-03-2003            | 29-03-2003            | 19              | 15           |               |
| Covers                                                              | 22-09-2003            | -                     | -               | -            | Verzamelalbum |
| Once More With Feeling - Singles 1996-2004                          | 24-10-2004            | 30-10-2004            | 66              | 3            | Verzamelalbum |
| Meds                                                                | 10-03-2006            | 18-03-2006            | 10              | 10           |               |
| Battle for the Sun                                                  | 05-06-2009            | 13-06-2009            | 5               | 19           |               |
| Loud Like Love                                                      | 13-09-2013            | 14-09-2013            | 7               | 8            |               |
| MTV Unplugged                                                       | 27-11-2015            | 05-12-2015            | 43              | 2            | Livealbum     |
| A Place for Us to Dream - 20 Years of Placebo                       | 07-10-2016            | 15-10-2016            | 134             | 3            | Verzamelalbum |
| Never Let Me Go                                                     | 25-03-2022            | 02-04-2022            | 1(1wk)          | 3            |               |

| Album met hitnotering(en) in de Vlaamse Ultratop 200 albums | Datum van verschijnen | Datum van binnenkomst | Hoogste positie | Aantal weken | Opmerkingen   |
| ----------------------------------------------------------- | --------------------- | --------------------- | --------------- | ------------ | ------------- |
| Black Market Music                                          | 2000                  | 21-10-2000            | 10              | 6            |               |
| Once More With Feeling - Singles 1996-2004                  | 22-10-2004            | 30-10-2004            | 5               | 27           | Verzamelalbum |
| Meds                                                        | 2006                  | 18-03-2006            | 1(2wk)          | 37           |               |
| Battle for the Sun                                          | 2009                  | 13-06-2009            | 1(1wk)          | 33           |               |
| Loud Like Love                                              | 2013                  | 28-09-2013            | 2               | 25           |               |
| MTV Unplugged                                               | 2015                  | 05-12-2015            | 19              | 12           | Livealbum     |
| A Place for Us to Dream - 20 Years of Placebo               | 2016                  | 15-10-2016            | 28              | 16           | Verzamelalbum |
| Life's What You Make It                                     | 07-10-2016            | 15-10-2016            | 153             | 1            | EP            |
| Never Let Me Go                                             | 2022                  | 02-04-2022            | 4*              | 1*           |               |

### Singles
| Single met eventuele hitnotering(en) in de Nederlandse Top 40 | Datum van verschijnen | Datum van binnenkomst | Hoogste positie | Aantal weken | Opmerkingen                 |
| ------------------------------------------------------------- | --------------------- | --------------------- | --------------- | ------------ | --------------------------- |
| Pure Morning                                                  | 03-08-1998            | -                     | -               | -            | Nr. 84 in de Single Top 100 |
| The Bitter End                                                | 10-03-2003            | -                     | -               | -            | Nr. 96 in de Single Top 100 |
| Beautiful James                                               | 2021                  |                       |                 |              |                             |

| Single met hitnotering(en) in de Vlaamse Ultratop 50 | Datum van verschijnen | Datum van binnenkomst | Hoogste positie | Aantal weken | Opmerkingen |
| ---------------------------------------------------- | --------------------- | --------------------- | --------------- | ------------ | ----------- |
| Burger Queen Français                                | 1999                  | 15-01-2000            | tip 7           | -            |             |
| The Bitter End                                       | 2003                  | 22-03-2003            | tip 15          | -            |             |
| Special Needs                                        | 15-09-2003            | 18-10-2003            | tip 18          | -            |             |
| Song to Say Goodbye                                  | 24-02-2006            | 15-04-2006            | 49              | 1            |             |
| Meds                                                 | 06-10-2006            | 30-12-2006            | tip 12          | -            |             |
| For What It's Worth                                  | 20-04-2009            | 13-06-2009            | 23              | 7            |             |
| Ashtray Heart                                        | 03-09-2009            | 12-09-2009            | tip 15          | -            |             |
| The Never-ending Why                                 | 23-11-2009            | 12-12-2009            | tip 13          | -            |             |
| B3                                                   | 08-10-2012            | 20-10-2012            | tip 74          | -            |             |
| Too Many Friends                                     | 09-07-2013            | 20-07-2013            | 46              | 1            |             |
| Loud Like Love                                       | 28-10-2013            | 16-11-2013            | tip 14          | -            |             |
| Hold on to Me                                        | 06-01-2014            | 25-01-2014            | tip 54          | -            |             |
| A Million Little Pieces                              | 23-06-2014            | 12-07-2017            | tip 67          | -            |             |
| Jesus' Son                                           | 09-09-2016            | 18-10-2016            | tip             | -            |             |

### Dvd's
| Dvd's met hitnoteringen in de Nederlandse Music Top 30 | Datum van verschijnen | Datum van binnenkomst | Hoogste positie | Aantal weken | Opmerkingen |
| ------------------------------------------------------ | --------------------- | --------------------- | --------------- | ------------ | ----------- |
| Once More With Feeling: Videos 1996-2004               | 30-11-2004            | -                     | -               | -            |             |
| We Come in Pieces                                      | 2011                  | 05-11-2011            | 8               | 2            |             |
| MTV Unplugged                                          | 2015                  | 05-12-2015            | 20              | 4            |             |

| Dvd's met hitnoteringen in de Vlaamse Ultratop muziek-dvd top 10/20 | Datum van verschijnen | Datum van binnenkomst | Hoogste positie | Aantal weken | Opmerkingen |
| ------------------------------------------------------------------- | --------------------- | --------------------- | --------------- | ------------ | ----------- |
| Soulmates Never Die: Live in Paris 2003                             | 2004                  | 27-03-2004            | 7               | 4            |             |
| We Come in Pieces                                                   | 2011                  | 12-11-2011            | 4               | 2            |             |

### NPO Radio 2 Top 2000
| Nummer met noteringen in de NPO Radio 2 Top 2000 | '16  | '17  | '18  | '19  | '20  | '21  | '22  | '23  | '24  |
| ------------------------------------------------ | ---- | ---- | ---- | ---- | ---- | ---- | ---- | ---- | ---- |
| Pure Morning                                     | 1103 | 1306 | 1556 | 1448 | 1421 | 1309 | 1222 | 1288 | 1307 |

1. ↑  Een vetgedrukt getal geeft de hoogste notering aan.
2. ↑  2016 was het eerste jaar met een notering voor dit nummer.